# Eupodophis descouensi
Eupodophis descouensi (лат., от др.-греч. εὐ- +πούς +ὄφις, буквально — настоящая змея с ногами) — вид вымерших змей из семейства пахиофиид (Pachyophiidae), у которых сохранились ноги.

## История изучения
Окаменевшие останки обнаружены в Ливане близ деревушки Аль-Наммура в 2000 году в геологических слоях возрастом около 92 млн лет.
Первоначально Rage и Escuillié было выбрано родовое название Podophis («змея с ногами»), но оно оказалось ранее занято для ящерицы из семейства сцинковых (Podophis quadrupes Wiegmann, 1834, впервые описанной как Anguis quadrupes Linnaeus, 1766, в настоящее время — Lygosoma quadrupes), поэтому те же учёные в 2001 году сменили его на Eupodophis. Видовое название дано в честь французского натуралиста фр. Didier Descouens. 
В 2010 году Wilson и др. включили род в семейство Pachyophiidae.

## Описание
Размер — 50 сантиметров. На второй конечности не хватает некоторых костей стопы и большого пальца (характерно для современных наземных ящериц).